# Корбан Олег Борисович
Корбан Олег Борисович (нар. 9 жовтня 1964, Київ) — політик,член  Аграрної партії України , заступник голови Аграрної партії, голова Київської обласної організації Аграрної партії, президент громадської організації «Всеукраїнська федерація гольфу», голова Голосіївської районної у місті Києві ради у 2005–2006 роках.

## Освіта
У 1986 році закінчив Київський автошляховий інститут та отримав кваліфікацію інженера-будівельника.
У 2002 році закінчив Київський національний університет імені Тараса Шевченка та здобув ступінь юриста-міжнародника.

## Професійна діяльність
З 1986 по 1988 рік працював майстром дільниці Тресту «Укрмагістраль» КШРБУ № 100 у місті Києві.
З 1988 по 2002 рік директор спортивного комплексу Київського автошляхового інституту.

## Політична діяльність
З 1995 по 2002 рік — депутат Московської районної ради міста Києва.
З 2002 по 2010 рік — депутат Голосіївської районної в місті Києві ради.
З 2002 по 2005 рік — заступник голови Голосіївської районної в місті Києві ради.
З 2005 по 2006 рік — голова Голосіївської районної в місті Києві ради.
З 2014 по 2016 рік — заступник голови Київської обласної державної адміністрації.
З 2016 року — голова Київської обласної партійної організації Аграрної партії України.
З 2017 року — заступник голови Аграрної партії України.
Восени 2020 року обраний депутатом Київської обласної ради.

## Громадська діяльність
З 2006 по 2009 рік — віце-президент громадської організації «Всеукраїнська федерація гольфу».
З 2007 по 2015 рік — віце-президент Федерації баскетболу України.
З 2009 року –– президент громадської організації «Всеукраїнська федерація гольфу».
З 2010 року –– член Національного олімпійського комітету України.

## Особисте життя

### Родина
Одружений. Має доньку 1989 року народження.

### Захоплення
Олег активно захоплюється гольфом та баскетболом.

## Цікаві факти
У 1986 році був ліквідатором наслідків аварії на Чорнобильській АЕС.
Олег Корбан є сином Бориса Корбана відомого баскетбольного функціонера і першого президента Федерації баскетболу України.
Олег Корбан є майстром спорту СРСР з баскетболу.